# Coreocarpus
 Coreocarpus   Benth., 1844 è un genere di piante angiosperme dicotiledoni della famiglia delle Asteraceae, sottofamiglia Asteroideae, tribù Coreopsideae e sottotribù Coreopsidinae.

## Etimologia
Il nome del genere deriva dal greco "koreos" (= insetto) e "karpos" (= frutto), e fa riferimento agli acheni alati della specie tipo.
Il nome scientifico del genere è stato definito dal botanico George  Bentham (1800-1884) nella pubblicazione " The Botany of the Voyage of H.M.S. Sulphur. London" (  Bot. Voy. Sulphur [Bentham] 28, t. 16 ) del 1844.

## Descrizione

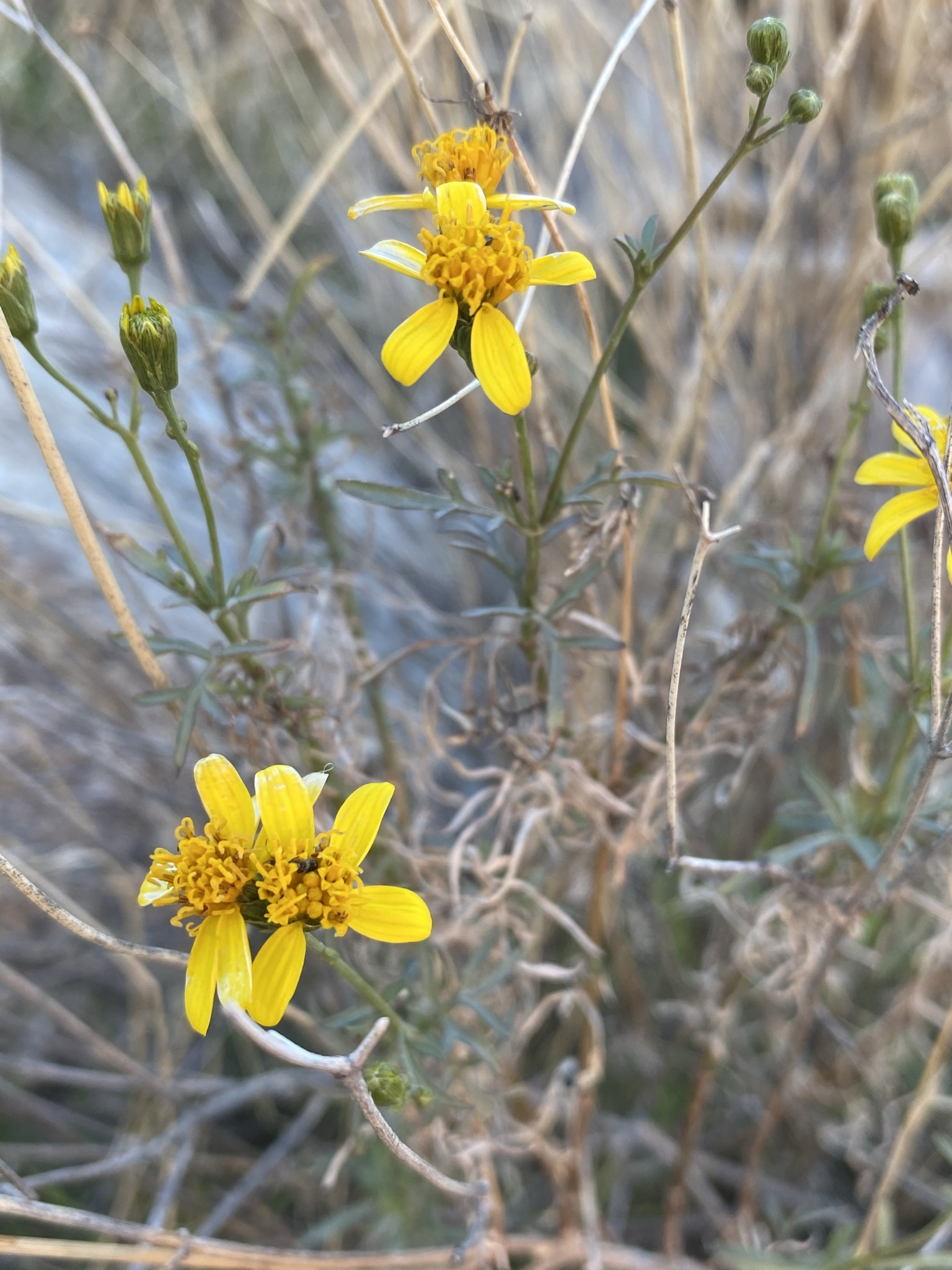
Il portamento
Coreocarpus arizonicus

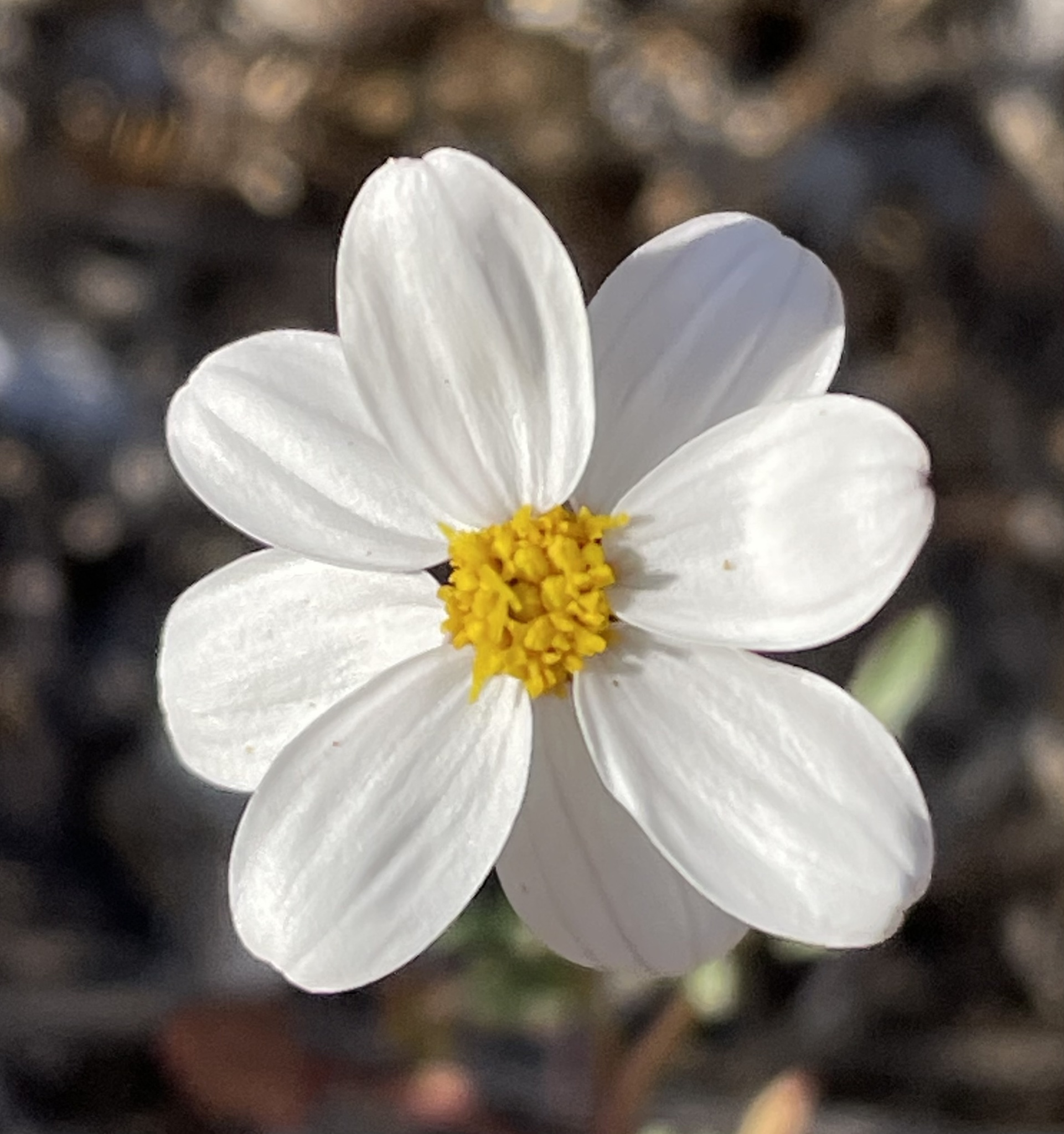
I fiori
Coreocarpus parthenioides

Portamento. L'habitus delle piante di questo genere è erbaceo annuale o perenne, a volte arbustivo.
Fusto. La parte aerea in genere è eretta, semplice o ramosa. La parte ipogea del fusto può essere rizomatosa o simile a quella delle Cormofite. Altezza media: 10-70 cm (massimo 120 cm).
Foglie. Le foglie lungo il caule sono disposte in modo opposto e sono picciolate. Le forme delle lamine sono ovate con contorni sinuosi. Il tipo di lamina è composta 1-2- pennatifida con segmenti lanceolati o lineari. 
Infiorescenza. Le sinflorescenze sono formate da capolini terminali disposti in forme panicolate aperte o qualche volta raggruppati in cime corimbose e sottese da 1-3 brattee erbacee dalle forme lineari o subulate. Le infiorescenze vere e proprie sono composte da un capolino peduncolato generalmente di tipo radiato o raramente discoide, con fiori eterogami. I capolini sono formati da un involucro, con forme da emisferiche a campanulate, composto da 5-13 brattee al cui interno un ricettacolo fa da base ai fiori di due tipi: fiori del raggio e fiori del disco. Le brattee sono persistenti, spesso sono dimorfe (raramente sono isomorfe), hanno dimensioni scalate e sono disposte su 2-3 serie. Quelle esterne sono erbacee (di colore verde), quelle più interne sono membranose e usualmente con forme ovate. I margini delle brattee sono scariosi. I ricettacoli, strutture alla base dei fiori, sono piani o convessi e sono provvisti di pagliette a protezione dei fiori stessi. Diametro degli involucri: 3-5 mm.
Fiori.  I fiori sono tetra-ciclici (formati cioè da 4 verticilli: calice – corolla – androceo – gineceo) e pentameri (calice e corolla formati da 5 elementi). Si distinguono in:
- fiori del raggio (esterni): (da 5 a 8 o assenti) sono femminili (sterili o raramente fertili) e sono disposti su una o più serie; la forma è ligulata (zigomorfa);
- fiori del disco (centrali): (da 12 a 25) hanno forme brevemente tubulose (attinomorfe); sono ermafroditi o funzionalmente staminali; qualche volta un solo fiore è fertile.

- Formula fiorale:

*/x K {\displaystyle \infty }, [C (5), A (5)], G 2 (infero), achenio 
- Calice: i sepali del calice sono ridotti ad una coroncina di squame.

- Corolla:

- fiori del raggio: la forma della corolla alla base è più o meno tubulosa-imbutiforme, mentre all'apice è ovato-ligulata; di solito sono colorate di giallo o bianco con venature rosa o porpora;
- fiori del disco: la forma è tubulare bruscamente divaricata in 5 lobi; i lobi, patenti o eretti, hanno una forma deltata o più o meno lanceolata; il tubo è breve o di lunghezza uguale alla gola; il colore è giallo; alla base della gola della faccia abassiale è presente un ampio anello di tricomi.

- Androceo: l'androceo è formato da 5 stami sorretti da filamenti generalmente liberi; gli stami sono connati e formano un manicotto circondante lo stilo.[11] Le appendici delle antere hanno delle forme da lanceolate a rotonde o ovate e sono glabre (a volte sono ghiandolose). Possono essere presenti dei prominenti canali resinosi. Le cellule dell'endotecio hanno forme per lo più quadrate o oblunghe. Il tessuto endoteciale (rivestimento interno dell'antera) è quasi sempre polarizzato. Il polline è sferico con un diametro medio di circa 25 micron;  è tricolporato (con tre aperture sia di tipo a fessura che tipo isodiametrica o poro) ed è echinato (con punte sporgenti).

- Gineceo: l'ovario è infero uniloculare formato da 2 carpelli.[11] I bracci dello stilo (gli stigmi) sono provvisti di apici deltati, o acuminati o fusiformi, a volte papillosi, a volte con punte rastremate con lunghe linee stigmatiche.

Frutti. I frutti sono degli acheni con pappo. La forma è ob-compressa o ob-piatta, altrimenti sono ob-lunghi, cuneati, lineari, orbicolari o ovati. I margini hanno la consistenza del sughero e possono essere alati. La superficie è glabra. Il pappo, persistente, è formato da alcune barbe o reste oppure è assente.

## Biologia
Impollinazione: l'impollinazione avviene tramite insetti (impollinazione entomogama tramite farfalle diurne e notturne).

Riproduzione: la fecondazione avviene fondamentalmente tramite l'impollinazione dei fiori (vedi sopra).

Dispersione: i semi (gli acheni) cadendo a terra sono successivamente dispersi soprattutto da insetti tipo formiche (disseminazione mirmecoria). In questo tipo di piante avviene anche un altro tipo di dispersione: zoocoria. Infatti gli uncini delle brattee dell'involucro (se presenti) si agganciano ai peli degli animali di passaggio disperdendo così anche su lunghe distanze i semi della pianta. Inoltre per merito del pappo (se presente) il vento può trasportare i semi anche a distanza di alcuni chilometri (disseminazione anemocora).

## Distribuzione e habitat
Le specie di questo genere sono distribuite in USA (Arizona) e Messico settentrionale.

## Sistematica
La famiglia di appartenenza di questa voce (Asteraceae o Compositae, nomen conservandum) probabilmente originaria del Sud America, è la più numerosa del mondo vegetale, comprende oltre 23.000 specie distribuite su 1.535 generi, oppure 22.750 specie e 1.530 generi secondo altre fonti (una delle checklist più aggiornata elenca fino a 1.679 generi). La famiglia attualmente (2021) è divisa in 16 sottofamiglie; la sottofamiglia Asteroideae è una di queste e rappresenta l'evoluzione più recente di tutta la famiglia.

### Filogenesi
Il gruppo di questa voce è descritto nella sottotribù Coreopsidinae caratterizzata da capolini sotteso da una (o più) brattee fogliacee, da foglie con una disposizione opposta e da bracci dello stilo più corti dell'area stigmatica.
Nell'ambito della sottotribù  Coreocarpus , da un punto di vista filogenetico, si trova in una zona centrale e insieme ai generi Cyathomone  e Ericentrodea forma un clade.
I caratteri distintivi del genere sono:
- alla base della gola della faccia abassiale delle corolle dei fiori del disco è presente un ampio anello di tricomi;
- i margini degli acheni sono sugherosi.

Il numero cromosomico delle specie di questa voce è: 2n = 24.

### Elenco delle specie
Questo genere ha 7 specie:
- Coreocarpus arizonicus S.F.Blake
- Coreocarpus congregatus  (S.F.Blake) E.B.Sm.
- Coreocarpus dissectus  S.F.Blake
- Coreocarpus insularis  (Brandegee) E.B.Sm.
- Coreocarpus ixtapanus  B.L.Turner
- Coreocarpus parthenioides  Benth.
- Coreocarpus sonoranus  Sherff

### Sinonimi
Sono elencati alcuni sinonimi per questa entità:
- Acoma Benth.